# Национални пут Јапана 112
Национални пут Јапана 112 је Национални пут у Јапану, пут број 112, који спаја градове Јамагата и Саката, укупне дужине 140,3 км у префектури Јамагата.